# Šan-si
Šan-si (čínsky: 山西; pinyin: Shānxī) je provincie na severu Čínské lidové republiky. 

## Geografie

### Poloha
Provincie Šan-si hraničí s autonomní oblastí Vnitřní Mongolsko na severu a provinciemi Che-pej na východě, Che-nan na jihu a Šen-si na západě.

## Doprava
Průmyslová provincie má hustou síť dálnic i železnic, včetně tratí pro přepravu uhlí. Osobní železniční spojení vedou do všech větších měst v provincii, v jejím sousedství i na východním pobřeží. Blízko hlavního města je Mezinárodní letiště Tchaj-jüan Wu-sü (IATA: TYN) s pravidelnými linkami do 28 čínských měst a s mezinárodními spoji do Hongkongu, Šanghaje, Singapuru, do Japonska a do Ruska.  

## Hospodářství
Šan-si nepatří mezi nejbohatší provincie a HDP je pod průměrem ČLR. Je však největším producentem uhlí (300 milionů tun ročně) a bauxitu v ČLR, uhlí se vyváží do Japonska i do Evropy. V uhelných dolech umíraly tisíce dělníků ročně a v roce 2007 vypukl skandál, když se ukázalo, že v dolech pracují otroci a děti. V okolí hlavního města Tchaj-jüan je velká oblast strojírenského a Hi-Tech průmyslu, energetiky, metalurgie, chemického, vojenského a těžkého průmyslu, v blízkosti je jedno ze tří čínských kosmických středisek s hlavním skladištěm mezikontinentálních jaderných raket. 
Významnou složku hospodářství tvoří zemědělství, hlavní plodiny jsou pšenice, kukuřice, zelenina a brambory. Zemědělství však trpí dlouhodobým nedostatkem vody. 

## Administrativní členění
| Mapa provincie     | #           | Název (čínsky) | Název (čínsky) | Název (čínsky) | Sídelní městský obvod | Počet obyvatel (2010) |
| Mapa provincie     | #           | český přepis   | znaky          | pchin-jin      | Sídelní městský obvod | Počet obyvatel (2010) |
| ------------------ | ----------- | -------------- | -------------- | -------------- | --------------------- | --------------------- |
|                    |             |                |                |                |                       |                       |
| Městská prefektura |             |                |                |                |                       |                       |
| 1                  | Tchaj-jüan  | 太原市         | Tàiyuán Shì    | Sing-chua-ling | 4 201 591             |                       |
| 2                  | Čchang-č'   | 长治市         | Chángzhì Shì   | Čcheng-čchü    | 3 334 564             |                       |
| 3                  | Ta-tchung   | 大同市         | Dàtóng Shì     | Čcheng-čchü    | 3 318 057             |                       |
| 4                  | Ťin-čcheng  | 晋城市         | Jìnchéng Shì   | Čcheng-čchü    | 2 279 151             |                       |
| 5                  | Ťin-čung    | 晋中市         | Jìnzhōng Shì   | Jü-cch'        | 3 249 425             |                       |
| 6                  | Lin-fen     | 临汾市         | Línfén Shì     | Jao-tu         | 4 316 612             |                       |
| 7                  | Lü-liang    | 吕梁市         | Lǚliáng Shì    | Li-š'          | 3 727 057             |                       |
| 8                  | Šuo-čou     | 朔州市         | Shuòzhōu Shì   | Šuo-čcheng     | 1 714 857             |                       |
| 9                  | Sin-čou     | 忻州市         | Xīnzhōu Shì    | Sin-fu         | 3 067 501             |                       |
| 10                 | Jang-čchüan | 阳泉市         | Yángquán Shì   | Čcheng-čchü    | 1 368 502             |                       |
| 11                 | Jün-čcheng  | 运城市         | Yùnchéng Shì   | Jen-chu        | 5 134 794             |                       |